# Günther Fleissner
Günther Fleissner (* 4. März 1940 in Asch, Reichsgau Sudetenland) ist ein deutscher Zoologe und emeritierter Professor am Institut für Zellbiologie und Neurowissenschaft der Johann Wolfgang Goethe-Universität Frankfurt am Main. Fleissner gehört „weltweit zu den ersten, die sich an die neurobiologische Analyse der ‚inneren Uhren‘ wagten.“
Günther Fleissner verbrachte seine Schulzeit in Steinfurth und Bad Nauheim. Er studierte Biologie, Chemie und Physik an der Eberhard Karls Universität Tübingen und in Frankfurt am Main, wo er 1971 in der Arbeitsgruppe des Sinnesphysiologen Dietrich Burkhardt (1928–2010) promovierte. Kurz darauf wurde er in Frankfurt habilitiert und in Wege der Hausberufung auf eine C3-Professur am damaligen Fachbereich 16 (Biologie) berufen.
Gemeinsam mit seiner ebenfalls promovierten Ehefrau Gerta Fleissner erforschte er unter anderem bei Insekten und Spinnentieren – speziell bei Skorpionen – die neuronalen Grundlagen des Tag-Nacht-Rhythmus.
Bereits vor der Emeritierung wandten Fleissner und seine Ehefrau sich einem neuen Forschungsgebiet zu, in dem sie aktuell noch tätig sind: dem Magnetsinn der Zugvögel. Gemeinsam mit dem langjährigen Magnetsinn-Forscher Wolfgang Wiltschko publizierten sie 2011 erste Belege für Rezeptorzellen, mit deren Hilfe das Erdmagnetfeld wahrgenommen werden kann.

## Belege
1. ↑  Entpflichtete Hochschullehrer: Günther Fleissner auf dem Webserver der Universität Frankfurt am Main
2. ↑  Christian Winter: Günther Fleissner 70 Jahre. In: UniReport Nr. 3 vom 19. Mai 2010, S. 40
3. ↑  Günther Fleissner: Isolation of an insect circadian clock. In: Journal of Comparative Physiology. Band 149, Nr. 3, 1982, S. 311–316, doi:10.1007/BF00619146
4. ↑  Günther Fleissner: Scorpion lateral eyes: Extremely sensitive receptors of Zeitgeber stimuli. In: Journal of Comparative Physiology. Band 118, Nr. 1, 1977, S. 101–108, doi:10.1007/BF00612340
5. ↑   Günther Fleissner: Rhythmizität, zirkadiane Rhythmik und Schlaf. Kapitel 24 in: Josef Dudel, Randolf Menzel und Robert F. Schmidt (Hrsg.): Neurowissenschaft. Vom Molekül zur Kognition. 2. Auflage. Springer-Verlag, Berlin und Heidelberg 2001, S. 527–542, ISBN 978-3-642-62534-3
6. ↑  C. Nießner, S. Denzau, J. Gross, L. Peichl, H.-J. Bischof, G. Fleissner, W. Wiltschko & R. Wiltschko: Avian Ultraviolet/Violet Cones Identified as Probable Magnetoreceptors. In: PLoS ONE. Band 6, Nr. 5, 2011: e20091, doi:10.1371/journal.pone.0020091
7. ↑   Gerta Fleissner, Günther Fleissner und Gerald Falkenberg: Ein Magnetometer im Schnabel aller Vögel? In: Biologie in unserer Zeit. Band 40, Nr. 2, 2010, S. 72–73, doi:10.1002/biuz.201090027

| Personendaten    | Personendaten               |
| ---------------- | --------------------------- |
| NAME             | Fleissner, Günther          |
| KURZBESCHREIBUNG | deutscher Zoologe           |
| GEBURTSDATUM     | 4. März 1940                |
| GEBURTSORT       | Asch, Reichsgau Sudetenland |